# Number One (film 1969)
Number One è un film del 1969 diretto da Tom Gries.

## Trama
Ron "Cat" Catlan è il quarterback dei New Orleans Saints. Considerato una vecchia gloria in declino affoga i dispiaceri di una carriera arrivata ormai agli sgoccioli nell'alcol e nelle relazioni extraconiugali.
Un suo compagno di squadra gli offre un posto di lavoro nella sua società di noleggio auto e la società sportiva gli offre anche una posizione dirigenziale in segno di rispetto per il suo glorioso passato col team. Tuttavia Cat ritiene di non essere ancora un uomo finito ed è convinto di poter ancora dare molto sul campo.